# Resultados do Carnaval de Nova Iguaçu em 2014
Este e um Anexo que contem sobre os Resultados do Carnaval de Nova Iguaçu em 2014, que desfilaram de domingo a terça-feira de carnaval, na Via Light e o resultado definido na quinta-feira, sendo o primeiro sob responsabilidade da LUBESNI e o último com grupos unificados.

## Grupo ÚNICO
| Pos | Escolas                  | Classificação ou rebaixamento | Ref               |
| --- | ------------------------ | ----------------------------- | ----------------- |
| 1   | Império de Cabuçu        | Campeã de 2014                | [ 1 ] [ 2 ] [ 3 ] |
| 2   | Império da Uva           | Grupo Especial em 2015        | [ 1 ] [ 2 ] [ 3 ] |
| 3   | Palmeirinha              | Grupo Especial em 2015        | [ 1 ] [ 2 ] [ 3 ] |
| 4   | Esperança do Amanhã      | Grupo Especial em 2015        | [ 1 ] [ 2 ] [ 3 ] |
| 5   | Três Corações            | Grupo Especial em 2015        | [ 1 ] [ 2 ] [ 3 ] |
| 6   | Arrastão da Lagoinha     | Grupo Especial em 2015        | [ 1 ] [ 2 ] [ 3 ] |
| 7   | Acadêmicos do Boi        | Grupo Especial em 2015        | [ 1 ] [ 2 ] [ 3 ] |
| 8   | Santa Cecília            | Grupo Especial em 2015        | [ 1 ] [ 2 ] [ 3 ] |
| 9   | Bandeirante              | Grupo Especial em 2015        | [ 1 ] [ 2 ] [ 3 ] |
| 10  | Nova Brasília            | Grupo Especial em 2015        | [ 1 ] [ 2 ] [ 3 ] |
| 11  | Nova América             | Grupo Especial em 2015        | [ 1 ] [ 2 ] [ 3 ] |
| 12  | Tupi de Austin           | Grupo Especial em 2015        | [ 1 ] [ 2 ] [ 3 ] |
| 13  | Imperatriz Iguaçuana     | Grupo de acesso em 2015       | [ 1 ] [ 2 ] [ 3 ] |
| 14  | Arrastão de Miguel Couto | Grupo de acesso em 2015       | [ 1 ] [ 2 ] [ 3 ] |
| 15  | Santa Rita               | Grupo de acesso em 2015       | [ 1 ] [ 2 ] [ 3 ] |
| 16  | Imperial                 | Grupo de acesso em 2015       | [ 1 ] [ 2 ] [ 3 ] |
| 17  | Garras do Tigre          | Grupo de acesso em 2015       | [ 1 ] [ 2 ] [ 3 ] |